# Maicon
Maicon Douglas Sisenando (Novo Hamburgo, 26 juli 1981) - alias Maicon - is een Braziliaans voetballer die bij voorkeur als rechtsback speelt. Hij verruilde in juni 2021 Sona voor Tre Penne. Maicon debuteerde in 2003 in het Braziliaans voetbalelftal.

## Clubcarrière

### Cruzeiro
Maicon stroomde in 2001 door vanuit de jeugd van Cruzeiro. Met deze ploeg werd hij in 2003 Braziliaans landskampioen. Daarnaast won Maicon met Cruzeiro de Braziliaanse beker. Gedurende deze periode werd hij voor het eerst opgeroepen voor het nationale team van Brazilië.

### AS Monaco
In juni 2004 nam AS Monaco Maicon voor 7,5 miljoen euro over van Cruzeiro. Hij speelde hier voornamelijk als rechtsback of centrumverdediger , veelal met Gaël Givet en Sébastien Squillaci. Hij speelde in twee seizoenen tijd 59 van de 76 wedstrijden van Monaco. Daarin wist hij vijf keer het net te vinden.

### Internazionale
Internazionale nam Maicon in 2006 voor 15 miljoen euro over van Monaco en werd ook hier een vaste kracht. Hij speelde in zijn eerste seizoen 32 van de 38 te spelen competitiewedstrijden. Dat seizoen won hij met Inter de Serie A, alhoewel de Serie A enigszins verzwakt was vanwege de terugzetting van Juventus naar de Serie B en de puntenaftrek voor Fiorentina en AC Milan. Maicon werd door de UEFA tot 'Club defender of the year 2009/10' verkozen. Hij haalde dat seizoen met Inter de treble binnen.

### Manchester City
Maicon verruilde op 30 augustus 2012 Internazionale voor Manchester City, dat circa vier miljoen euro voor hem betaalde. In zijn enige seizoen in Manchester kwam Maicon sporadisch aan spelen toe. Hij kreeg in de zomer van 2013 van de nieuwe trainer Manuel Pellegrini te horen dat hij mocht uitzien naar een andere club.

### AS Roma
Maicon verbond zich op 14 juli 2013 aan AS Roma. Hier tekende hij een contract voor twee seizoenen, waar in oktober 2014 een extra jaar aan werd toegevoegd.

### Avaí
Op 31 mei 2017 werd bekend dat Maicon een contract had getekend bij het Braziliaanse Avaí. Door deze transfer keerde hij na dertien jaar terug naar zijn geboorteland.

### Criciúma
Op 22 december 2018 tekende Maicon een eenjarig contract bij Criciúma, uitkomend in het Campeonato Brasileiro Série B. Maicon noemde zijn zoon als een van de redenen voor zijn terugkeer naar het voetbal en zijn voorgeschiedenis bij de club als jeugdspeler.

### Villa Nova
In september 2020 vertrok Maicon naar Villa Nova, uitkomend in het Campeonato Brasileiro Série D.

### Sona
In januari 2021 tekende Maicon een halfjarig contract bij Sona, uitkomend in de Serie D.

### Tre Penne
Op 14 juni vertrok Maicon naar het San Marinese Tre Penne, uitkomend in het Campionato Sammarinese di Calcio.

## Clubstatistieken
| Seizoen | Club            | Land                | Competitie                       | Wedstrijden | Doelpunten |
| ------- | --------------- | ------------------- | -------------------------------- | ----------- | ---------- |
| 2001    | Cruzeiro        | Vlag van Brazilië   | -                                | 18          | 0          |
| 2002    | Cruzeiro        | Vlag van Brazilië   | Campeonato Brasileiro Série A    | 19          | 1          |
| 2003    | Cruzeiro        | Vlag van Brazilië   | Campeonato Brasileiro Série A    | 11          | 0          |
| 2004    | Cruzeiro        | Vlag van Brazilië   | Campeonato Brasileiro Série A    | 8           | 0          |
| 2004/05 | AS Monaco       | Vlag van Frankrijk  | Ligue 1                          | 31          | 4          |
| 2005/06 | AS Monaco       | Vlag van Frankrijk  | Ligue 1                          | 28          | 1          |
| 2006/07 | Internazionale  | Vlag van Italië     | Serie A                          | 32          | 2          |
| 2007/08 | Internazionale  | Vlag van Italië     | Serie A                          | 31          | 1          |
| 2008/09 | Internazionale  | Vlag van Italië     | Serie A                          | 29          | 4          |
| 2009/10 | Internazionale  | Vlag van Italië     | Serie A                          | 33          | 6          |
| 2010/11 | Internazionale  | Vlag van Italië     | Serie A                          | 28          | 1          |
| 2011/12 | Internazionale  | Vlag van Italië     | Serie A                          | 24          | 2          |
| 2012/13 | Manchester City | Vlag van Engeland   | Premier League                   | 9           | 0          |
| 2013/14 | AS Roma         | Vlag van Italië     | Serie A                          | 28          | 2          |
| 2014/15 | AS Roma         | Vlag van Italië     | Serie A                          | 14          | 1          |
| 2015/16 | AS Roma         | Vlag van Italië     | Serie A                          | 15          | 1          |
| 2017    | Avaí            | Vlag van Brazilië   | Campeonato Brasileiro Série A    | 9           | 1          |
| 2019    | Criciúma        | Vlag van Brazilië   | Campeonato Brasileiro Série B    | 14          | 0          |
| 2020    | Villa Nova      | Vlag van Brazilië   | Campeonato Brasileiro Série D    | 8           | 0          |
| 2020/21 | Sona            | Vlag van Italië     | Serie D                          | 17          | 0          |
| 2021/22 | Tre Penne       | Vlag van San Marino | Campionato Sammarinese di Calcio | 2           | 0          |
| Totaal  | Totaal          | Totaal              | Totaal                           | 408         | 27         |

## Interlandcarrière
Maicon maakte in 2003 zijn debuut voor het nationale elftal van Brazilië, tegen Mexico. Hij werd echter niet geselecteerd voor de afvaardiging die afreisde naar het WK 2006. Wel deed hij mee aan de CONMEBOL Copa América van zowel 2004 als 2007 en de FIFA Confederations Cup van 2005. Maicon was ook aanwezig op de FIFA Confederations Cup van 2009 en speelde op dat toernooi alle wedstrijden.
Op het WK 2010 in Zuid-Afrika scoorde Maicon tegen Noord-Korea door met de buitenkant van zijn rechtervoet praktisch vanaf de achterlijn de Noord-Koreaanse doelman te passeren. Brazilië won deze wedstrijd met 2–1. Voor het WK van 2014 in eigen land werd Maicon weer opgeroepen door bondscoach Luiz Felipe Scolari. Maicon begon het toernooi aanvankelijk op de bank, maar veroverde na drie wedstrijden een basisplaats ten koste van Dani Alves.

## Erelijst
| Competitie                    |          |                                    |          |          |
| Competitie                    | Aantal   | Jaren                              |          |          |
| Cruzeiro                      | Cruzeiro | Cruzeiro                           | Cruzeiro | Cruzeiro |
| ----------------------------- | -------- | ---------------------------------- | -------- | -------- |
| Campeonato Brasileiro Série A | 1x       | 2003                               |          |          |
| Copa do Brasil                | 1x       | 2003                               |          |          |
| Campeonato Mineiro            | 2x       | 2002, 2003                         |          |          |
| Internazionale                |          |                                    |          |          |
| UEFA Champions League         | 1x       | 2009/10                            |          |          |
| FIFA WK voor clubs            | 1x       | 2010                               |          |          |
| Serie A                       | 4x       | 2006/07, 2007/08, 2008/09, 2009/10 |          |          |
| Coppa Italia                  | 2x       | 2009/10, 2010/11                   |          |          |
| Supercoppa Italiana           | 3x       | 2006, 2008, 2010                   |          |          |
| Brazilië                      |          |                                    |          |          |
| CONMEBOL Copa América         | 2x       | 2004, 2007                         |          |          |
| FIFA Confederations Cup       | 2x       | 2005, 2009                         |          |          |